# Ramón Antonio García
Ramón Antonio García Martínez (24 de agosto de 1995, Hermosillo, Sonora, México) es un futbolista mexicano, que juega como mediocampista y su actual equipo son los Tigres de la UANL de la Liga MX

## Biografía

### La invitación de los felinos
Llegado diciembre del 2013, los visores de Tigres de la UANL, le echaron el ojo y se lo llevaron a Monterrey, el convenio deportivo con la escuadra de Sahuayo y específicamente con Torres Ascencio, fue de pronto la plataforma que catapultaba al joven hermosillense a otros escenarios cuando no se lo esperaba.
Al llegar a Tigres, de entrada la postura de los visores era llevarlo paso a paso y de esa establecerlo en el equipo de tercera división, pero los encargados de fuerzas básicas decidieron mejor ubicarlo en la categoría sub-20 y así fue como empezó a tener participación destacada en los partidos que le tocaba entrar, generalmente de cambio.
Ramón “Pájaro” García, juega de volante por izquierda, pero no lo hace mal por derecha, se mueve como pez en el agua por las bandas y explota muy bien su habilidad con el balón y el “turbo” que le imprime con sus piernas a los desplazamientos.

## Trayectoria

### Tigres de la UANL
Debutó con Tigres, de manera oficial el 30 de agosto del 2014 en la Jornada 7 contra los Jaguares de Chiapas correspondiente al Apertura 2014, entrando de cambio al minuto 69' por Gerardo Lugo. con el dorsal número 98.

## Clubes
| Club        | País   | Año             | PJ | Goles |
| ----------- | ------ | --------------- | -- | ----- |
| Tigres UANL | México | 2013 - Presente | 4  | 0     |

### Actualizado hasta el último partido jugado 1 de agosto del 2015
Contabilizando todas las competencias donde participa el club, Liga Mx, Libertadores, Concachampions y Copa Mx.